# 모닝팝
모닝팝은 경기방송에서 새벽 5시부터 아침 6시까지 방송했던 논스톱 팝 전문 BGM 프로그램이다.

## 프로그램 소개
- 아침일찍 일어나기 힘드시죠?  모닝팝과 함께 활기찬 하루 시작 함께해요~

| 경기방송            |                     |                     |
| 이전                | 모닝팝              | 다음                |
| 가요 1번지          | 모닝팝              | 굿모닝 코리아       |
| 새벽 4시 ~ 새벽 5시 | 새벽 5시 ~ 오전 6시 | 오전 6시 ~ 오전 8시 |
|                     |                     |                     |